# Agon Elezi
Agon Elezi, né le 1er mars 2001 à Skopje en Macédoine, est un footballeur international macédonien qui évolue au poste de milieu défensif au HNK Gorica en prêt du VfL Bochum.

## Biographie

### En club
Né à Skopje en Macédoine, Agon Elezi est formé par le club local du KF Shkupi. Il est repéré par le SM Caen, qui le recrute le 8 septembre 2017. Le joueur, alors âgé de seize ans, signe un contrat de quatre ans et est intégré à l'équipe des moins de 17 ans du club.
Lors de l'été 2019, Agon Elezi prend la direction de l'Albanie, pour signer un contrat de trois ans avec le KF Skënderbeu Korçë.
Le 11 septembre 2020, Agon Elezi rejoint la Croatie pour s'engager en faveur du NK Varaždin. Il joue son premier match sous ses nouvelles couleurs le 27 septembre 2020, lors d'une rencontre de championnat face au HNK Hajduk Split. Il est titularisé et son équipe s'incline par deux buts à zéro.
Le 3 septembre 2022, Elezi se fait remarquer en réalisant son premier doublé, lors d'un match de championnat contre le HNK Gorica. Avec ces deux buts il permet aux siens de l'emporter (2-1 score final),.
Le 30 janvier 2024, Agon Elezi rejoint l'Allemagne afin de s'engager en faveur du VfL Bochum. Il signe un contrat courant jusqu'en juin 2027.
Le 10 janvier 2025, Elezi fait son retour en Croatie en étant prêté par Bochum au HNK Gorica jusqu'à la fin de la saison.

### En sélection
Avec les moins de 19 ans, Elezi joue un total de six matchs, tous en 2019, et marque deux buts. Il officie également à trois reprises comme capitaine avec cette sélection.
Agon Elezi honore sa première sélection avec l'équipe de Macédoine du Nord le 23 septembre 2022 face à la Géorgie. Il entre en jeu à la place de Enis Bardhi et son équipe s'incline par deux buts à zéro.